# Der eisige Tod
Der eisige Tod (Original: Wind Chill) ist ein britisch-amerikanischer Horrorfilm des Regisseurs Gregory Jacobs aus dem Jahr 2007. Das Drehbuch zum Film stammt von Joe Gangemi und Stephen Katz. Produziert wurde der Film vom Unternehmen Section Eight Productions, das 2000 von Steven Soderbergh und George Clooney gegründet worden war.

## Handlung
23. Dezember: Eine junge Studentin an einer Universität in Pennsylvania will die Weihnachtsfeiertage im Kreis ihrer Familie in Wilmington, Delaware, verbringen und nutzt daher das Schwarze Brett ihrer Fakultät, um eine Mitfahrgelegenheit zu finden. Ein Inserat bringt sie mit einem Kommilitonen zusammen, der sie bereitwillig in seinem klapprigen Auto mitnimmt und ihr unsympathisch ist. Die lange Fahrt auf verschneiten Highways verläuft zunächst ereignisarm, die Konversation beschränkt sich auf Oberflächliches, wobei er auf ein Gespräch Wert legt. Doch mit zunehmender Dauer ihrer Reise wird der jungen Frau ihr überaus freundlicher Fahrer unheimlich, da er Einzelheiten ihres Privatlebens kennt. Die junge Frau entlarvt ihren Fahrer als Lügner, der die sechsstündige Fahrt nur nutzen wollte, um ihr näherzukommen.
Nach mehreren Stunden Fahrt verlässt der Fahrer trotz eines aufkommenden Schneesturms den sicheren Highway und weicht auf eine enge, kaum befahrene Landstraße aus, die sich als vermeintliche Abkürzung anbietet. Auf dieser verschneiten Straße werden die Reisenden in der Dämmerung von einem entgegenkommenden Fahrzeug in einen Unfall verwickelt, der Unfallgegner verschwindet; ihr Wagen ist fortan fahruntüchtig. Die ungleiche Fahrgemeinschaft ist nun in der menschenleeren Einöde völlig auf sich gestellt, da man keine Hilfe kontaktieren kann.
Dennoch raufen sich die jungen Leute zu nächtlicher Stunde zusammen und verschanzen sich, so gut es geht, im Auto, um der zunehmenden Kälte zu trotzen. Gestört werden sie aber immer wieder von unheimlichen Erscheinungen in der winterlichen Landschaft, die an ihrem Fahrzeug vorbeiwandern, ohne sie zu beachten. Jene urplötzlich aus dem Nichts auftauchenden Geister von an diesem Ort verstorbenen Personen lösen albtraumartige Ereignisse aus, die sie immer wieder in ihrem Auto erwachen lassen. Ein großer Teil der Spannung ergibt sich daraus, dass diese Ereignisse wie real gezeigt werden und immer erst beim Erwachen als Albträume zu erkennen sind. Nach einem Kampf zwischen den beiden und einem bösartigen Polizisten ist der Frau nicht mehr klar, ob es Traum oder Wirklichkeit war. Der junge Mann hat reale Kampfspuren an seinen Händen und Verletzungen. Als sie versucht, eine Telefonleitung anzuzapfen, um einen Notruf abzusetzen, stirbt der Fahrer an seinen inneren Verletzungen. Als ein Abschleppfahrer die junge Frau aufnimmt, erzählt er ihr die Geschichte, die hinter den Phänomenen steckt: Ein gewalttätiger Polizist ermordete jahrelang immer um die gleiche Zeit Menschen an dieser Straße, diese Ermordeten geistern zu dieser Zeit auf der Straße herum. Die junge Frau wird von diesem Geist bedroht, jedoch eilt ihr der Geist des ermordeten jungen Mannes zu Hilfe. Der Film endet mit ihrer Rettung in der realen Welt.

## Kritiken
„Belangloser Horrorfilm, der lieb- und leblos das bekannte Repertoire abgreift, es jedoch nach vielversprechenden Anfängen nicht versteht, Interesse am Schicksal seiner Personen zu schüren.“

Auf Rotten Tomatoes hat der Film eine positive Rate von 46 % und auf Metacritic von 52 %.

## Drehorte
Die Szene am College wurde an der University of British Columbia nahe Vancouver gedreht (British Columbia, Kanada). Die Szenen im Außenbereich wurden in Peachland (ebenfalls British Columbia) im Februar und März 2006 gedreht.

## Weiteres
Windchill ist im Englischen ein Ausdruck für die Windkühle.